# Монтекампионе (Бреша)
Монтекампионе је насеље у Италији у округу Бреша, региону Ломбардија.
Према процени из 2011. у насељу је живело 38 становника. Насеље се налази на надморској висини од 1101 м.